# Internazionali d'Italia 1934
Gli Internazionali d'Italia 1934 sono stati un torneo di tennis giocato sulla terra rossa. È stata la 5ª edizione degli Internazionali d'Italia. Sia il torneo maschile sia quello femminile si sono giocati a Milano in Italia.

## Campioni

### Singolare maschile
Giovanni Palmieri ha battuto in finale  Giorgio De Stefani con il punteggio di 6–3, 10-8, 9–7

### Singolare femminile
Helen Hull Jacobs  ha battuto in finale  Lucia Valerio con il punteggio di 6–3, 6–0

### Doppio maschile
Giovanni Palmieri /  George Lyttleton-Rogers  hanno battuto in finale   Pat Hughes /  Giorgio De Stefani  3–6, 6–4, 9–7, 0–6, 6–2

### Doppio femminile
Helen Hull Jacobs /  Elizabeth Ryan  hanno battuto in finale  Ida Adamoff /  Dorothy Andrus con il punteggio di 7–5, 9–7

### Doppio misto
Elizabeth Ryan /  Henry Culley  hanno battuto in finale  Madzy Rollin-Couquerque /  Franjo Punčec  6–1, 6–3